# Karbonari
Karbonari (tal. carbonari), članovi talijanske tajne političke organizacije (Carboneria) osnovane u ranom 19. stoljeću. Borili su se za oslobođenje i ujedinjenje Italije te liberalni ustav. Imali su strogu hijerarhiju na čelu s velikim meštrom, a članove su činili talijanski plemići, građani i časnici francuske vojske u Italiji. Činili su glavnu opoziciju konzervativnim režimima u Italiji koje su postavili saveznici nakon pobjede nad Napoleonom 1815. godine. Njihov utjecaj i djelovanje pripremili su nastanak i razvoj pokreta za ujedinjenje Italije koje se ostvarilo 1861. godine.

## Povijest karbonara
Prve organizacije karbonara utemeljene su na području Napulja u vrijeme vladavine Joachima Murata (1808. – 1815.), odakle se pokret širi u Pijemont i na sjever Italije. Cilj karbonara bio je protjerivanje Napoleonova šurjaka Murata i vraćanje na prijestolje kralja Ferdinanda IV. koji je izbjegao na Siciliju. Podigli su revoluciju u Napulju 1821. godine koju je ugušila austrijska intervencija. Sudjelovali su 1831. godine u revolucijama u Modeni, Parmi i Romagni, nakon čega je uslijedila oštra represija vlasti nad njima, zbog čega su karbonari pronašli utočište u Francuskoj sa sjedištem u Parizu.
Karbonari nisu imali jedinstveni politički program i ideologiju, a poput ostalih tajna društva iz tog vremena imali su inicijacijski obred, složene simbole i hijerarhijsku organizaciju. Organizacija je bila suprotstavljena Katoličkoj crkvi i Papinskoj Državi, ali usprkos tome uzeli su sv. Teobalda za svog sveca zaštitnika.
Francuski karbonari su radili na rušenju Burbonaca s vlasti u Francuskoj. Kada su talijanski politički emigranti pod vodstvom Giuseppea Mazzinija osnovali društvo "Mlada Italija" (Giovine Italia), nakon čega su karbonari izgubili utjecaj na politička zbivanja u Italiji.

## Vanjske poveznice
- Karbonari Hrvatska enciklopedija
- Karbonari Proleksis enciklopedija
- Karbonari Britannica (engl.)
- Karbonari encyclopedia.com (engl.)
- Karbonari Catholic Encyclopedia Online (engl.)